# Villastar
Villastar – gmina w Hiszpanii, w prowincji Teruel, w Aragonii, o powierzchni 39,05 km². W 2011 roku gmina liczyła 480 mieszkańców.